# Jonathan Kaufer
Pour les articles homonymes, voir Kaufer.
Jonathan David Kaufer, né le 14 mars 1955 à Los Angeles et mort le 2 octobre 2013 à Las Vegas (à 58 ans), est un réalisateur, scénariste et acteur américain de cinéma et de télévision.